# Referendo sobre a Reforma Política na Espanha em 1976
O Referendo sobre a Lei para a Reforma Política foi celebrado na Espanha a 15 de Dezembro de 1976; nele se perguntava aos espanhóis sobre a aprovação da Lei para a Reforma Política, que fora aprovada nas Cortes. 
A pergunta foi ”Aprova o Projeto de Lei para a Reforma Política?". O resultado final foi a aprovação do projeto, ao receber o apoio de 94,17% dos votantes. No referendo votaram 77,8% dos eleitores.

## Resultados
- Censo: 22.644.290 eleitores
- Votos contabilizados: 17.599.562 votantes (77,8%)
- Votos a favor: 16.573.180 (94,17%)
- Votos contra: 450.102 (2,56%)
- Votos em branco: 523.457 (2,97%)
- Votos nulos: 52.823 (0,30%)

Os resultados por províncias foram bastante homogêneos, oscilando o voto afirmativo entre 89,8% em Cantábria e 96,9% em Almeria. O voto em branco, que superou o negativo, somente esteve ligeiramente acima de 5% nas três províncias bascas. O voto negativo somente superou 5% em Cantábria e Toledo, enquanto em Lérida, Ourense, Huesca e Huelva esteve por baixo de 1,5%. A única província onde o voto nulo superou 0,5% foi Sevilha com 1,5%.